# PRIDE MONSTER FAMILIA
P.M.F/プライドモンスターファミリア　
2008年に結成された九州・福岡を代表するヒップホップグループ

## メンバー
福岡を拠点に自身のミックス作品のリリースを重ね、HIPHOPに捉われないジャンルを超えたプレイを武器に県内外でDJとして活動している。

 
SOULなどの人の琴線に触れる繊細な選曲眼や主流のHIPHOPメディアでは取り上げられない独自の感性に沿ったスタイルを武器に多くのミックス作品を自身の名義でリリース。

東京で活動するDJであり、自身名義でもこれまでに複数のミックス作品をリリース。

ITAZURA CREW(イタズラクルー)で音楽活動を開始。
クルーではMC兼ビートメイカーとして活動。
ソロでのビーチメイカーとしてもこれまでに、OLIVE OIL、DJ KOCO a.k.a　SHIMOKITAや
D.L a.k.a.BOBO JAMESなどにもそのビートセンスを認められている。
そのスキルは多くのラッパーにも評価されており、これまでにも田我流、仙人掌、
BLAHRMY、ILLNANDES、TOJIN BATTLE ROYALともビートメイカーとして共に制作した楽曲がリリースされている。

 

グループではMC・ビートメイカーで活動。

グループではMCとして活動しており、過去にTHE BACK WARS(バックワーズ)、ART OF JAM(アートオブジャム)のMCとしても活動していた。

 

グループでMCとして活動。
LAFとのユニットHYDRA(ヒュドラ)名義で2枚のアルバムをリリースしている。

 

ITAZURACREW(イタズラクルー)のMCとして活動を開始。
ソロ名義でアルバムもリリースしており、DJとしても活動。

## 作品
D.E.M.O. - PRIDE MONSTER FAMILIA[CDR] BASE SOUNDZ (2012.9.11)
MONSTERS BANG13 / LAFwithPRIDE MONSTER FAMILIA
Livin`Proof / PRIDE MONSTER FAMILIA　₍2013.12.25₎

## 参加
「HAKATA BALIKATA KAEDAMA FAMILIA feat. PRIDE MONSTER FAMILIA」S.O.S.A.I / HATANAI ATSUSHI (2014.8.27)
BROTHER GRIM LEAGUE feat BLAHRMY / PRIDE MONSTER FAMILLIA - MASS-HOLE / DJ GQ ₍2018.8.29₎